# Jacques-Émile Dubois
Pour les articles homonymes, voir Dubois et Jacques Dubois.
 (janvier 2015).
Jacques-Émile Dubois (Lille, 13 avril 1920 - Paris, 2 avril 2005) est un chimiste français, pionnier de la chémoinformatique, notamment du système DARC (Description, acquisition, restitution et conception).

## Biographie
Âgé de 20 ans lorsque la Seconde Guerre mondiale éclate, Jacques-Émile Dubois déménage pour Grenoble où il s'engage dans la résistance. Il parvient malgré tout à soutenir une thèse de doctorat en sciences physiques en 1947, qui l'amène en 1948 à occuper le poste d'assistant auprès de l'attaché culturel à l'ambassade française de Londres. En même temps, il continue ses recherches scientifiques au laboratoire du professeur Christopher Kelk Ingold au University College de Londres. En 1949, il devient professeur et crée l'Institut trilingue de chimie de l'université de Sarrebruck dont il devient le doyen de la faculté des sciences en 1953.
De retour en France en 1957, il est nommé maître de conférences de chimie à la faculté des sciences de l'université de Paris, avec le titre de professeur sans chaire, d'abord pour le certificat d'études physiques, chimiques et biologiques, puis pour le certificat d'études supérieures préparatoires de mathématiques, physiques et chimie (novembre 1957,en remplacement de Pierre Souchay). Il est nommé professeur titulaire à titre personnel en 1958, puis professeur titulaire d'une nouvelle chaire de chimie organique physique en 1965. Il fonde et dirige le laboratoire de chimie organique physique à la faculté des sciences de Paris. Celui-ci intègre en 1977 l'Institut de topologie et dynamique des systèmes dont il prend la tête jusqu'en 1988.
Tout au long de sa vie, Jacques-Émile Dubois occupa des positions honorifiques et de dirigeant dans de nombreuses instances scientifiques :
- Directeur adjoint de l'Enseignement supérieur (1963-1965);
- Directeur des recherches et moyens d'essais au Ministère de la Défense (France) (1965-1977);
- Président de la Société française de chimie physique (1974-1976);
- Directeur de la section de biologie de l'Institut Curie (1977-1980);
- Membre du conseil administratif et du directoire du Centre national de la recherche scientifique (1965-1977);
- Membre du conseil administratif et du directoire de l'Institut de recherche pour le développement (1963-1975);
- Président du comité interdivisionnal de l'UICPA (1969-1977);
- Membre du conseil scientifique du Commissariat à l'énergie atomique (1971-1977);
- Vice-président du Centre national de l'information chimique (1973-1990);
- Directeur scientifique de la Compagnie générale d'électricité (1979-1983);
- Vice-président (1981-1988) puis Président (1994-1998) de CODATA-ICSU.

Il joua également un grand rôle dans la création de l'université Paris-VII, notamment en fondant une unité de recherche et enseignement en chimie organique physique.

## Œuvre scientifique
Son curriculum vitæ compte plus de 1 000 articles scientifiques et présentations à des conférences, ainsi que de nombreux ouvrages.
En plus d'avoir contribué à l'avancement de la chimie organique et physique, notamment en France, il s'est intéressé à la représentation et la recherche de l'information en chimie (chimie-informatique). Il a ainsi été l'un des premiers à utiliser la théorie des graphes pour représenter et classer les molécules organiques. En 1965, il met au point le système DARC (acronyme de « Description, acquisition, restitution, corrélation ») qui permet d'explorer les relations entre structure et propriétés. Ce système a notamment été utilisé par la suite dans la recherche pharmaceutique et pour la prédiction de propriétés chimiques. Une collaboration entre son équipe, le Centre national de l'information chimique et Questel aboutit en 1981 à la sortie du premier système commercialisé permettant d'effectuer des recherches de structures dans la base de données CAS Registry.
Par la suite, il travailla à l'extension du système DARC pour la recherche de structures génériques dites « de Markush ». Là encore, une collaboration public-privé avec Derwent, l'office français des brevets (INPI) et Questel permit d'aboutir au système MMS (« Merged Markush service »).

## Distinctions et récompenses
Jacques-Émile Dubois a reçu les distinctions et récompenses suivantes :
- Grand prix de l'invention technique de la ville de Paris (1975) pour le développement du système DARC ;
- Grand prix d'animation graphique au Festival d'Angers (1986) ;
- Herman Skolnik Award (en) de l'American Chemical Society (1992) ;
- Commandeur de la Légion d'honneur ;
- Commandeur de l'ordre national du Mérite ;
- Médaille de la Résistance française ;
- Commandeur des Palmes académiques ;
- Prix Jecker et Médaille Berthelot de l'Académie des sciences (1965).

Il a également été fait docteur honoris causa de l'université de Ratisbonne (Allemagne) et de l'université de Kyushu (Japon).